# Хайнц Пионтек
Хайнц Пионтек (на немски: Heinz Piontek) е германски писател, автор на романи, разкази и стихотворения.

## Биография и творчество
Хайнц Пионтек произлиза от селско семейство в Горна Силезия. За детството и младостта си в тогавашния Кройцбург (дн. Ключборк, Полша) разказва в автобиографичния си роман „Времето на моя живот“ (Zeit meines Lebens) (1984).
През 1943 г. Пионтек тябва да прекъсне училищното си обучение и като войник от Вермахта участва във Втората световна война. През 1945 г. в Бавария попада в плен и е въдворен в американски военнопленнически лагер.
След освобождаването си живее известно време в град Валдмюнхен, работи за кратко в каменоломна в Горен Пфалц и като строителен работник в Мюнхен. Във втория си мемоарен роман „Часът на оцелелите“ (Stunde der Überlebenden) (1989) Пионтек подробно разказва за тези години.
През 1947 г. се премества в Лауинген, полага матура и през 1951 г. се жени. После следва три кеместъра германистика във Философско-теологическото висше училище в Дилинген. През 1955 г. се преселва в Дилинген, а през 1961 г. – в Мюнхен. След паричната реформа през 1948 г. Пионтек живее от писателския си труд.
Негови стихотворения и разкази са преведени на повече от 24 езика, а след 50-те години избрани откъси от творбите му се съдържат в многобройни антологии и учебни сборници в Германия и чужбина.
От 1960 г. Хайнц Пионтек е член на Баварската академия за изящни изкуства, от 1967 г. – на Немската академия за език и литература в Дармщат, а от 1968 г. – на ПЕН клуба на Федерална република Германия.

## Награди и отличия
- 1957: „Preis der Jungen Generation“, Literatur (Förderungspreis des Berliner Kunstpreises)
- 1957: „Награда Андреас Грифиус“
- 1958: „Литературна награда на Баварската академия за изящни изкуства“
- 1960: Stipendium der Deutsche Akademie Rom Villa Massimo
- 1967: Förderpreis der Stadt München
- 1971: „Награда Айхендорф“
- 1971: „Награда Тукан“ на град Мюнхен
- 1972: Alma-Johanna-Koenig-Preis
- 1973: Kulturpreis der Landsmannschaft Schlesien
- 1974: Ehrengabe des Kulturkreises im Bundesverband der Deutschen Industrie
- 1976: „Награда Георг Бюхнер“
- 1981: Werner-Egk-Preis
- 1983: Oberschlesischer Kulturpreis des Landes Nordrhein-Westfalen
- 1985: „Федерален орден за заслуги“ 1. Klasse
- 1990: Großer Kulturpreis des Landes Niedersachsen
- 1991: „Културна награда „Силезия“ на провинция Долна Саксония“
- 1992: Bayerischer Verdienstorden
- 1995: Literaturpreis der Freunde der Villa Massimo